# 550
550（五百五十、ごひゃくごじゅう）は自然数、また整数において、549の次で551の前の数である。

## 性質
- 550は合成数であり、約数は 1, 2, 5, 10, 11, 22, 25, 50, 55, 110, 275, 550 である。
  - 約数の和は1116。
    - 133番目の過剰数である。1つ前は546、次は552。
- 13番目の原始擬似完全数である。1つ前は496、次は572。
- 10番目の五角錐数である。1つ前は405、次は726。
- 140番目のハーシャッド数である。1つ前は540、次は552。
  - 10を基としたとき5番目のハーシャッド数である。1つ前は460、次は640。
- π(4000) = 550 (ただしπ(x)は素数計数関数)
  - 4000までの素数は550個ある。1つ前の3000までは430、次の5000までは669。(オンライン整数列大辞典の数列 A038812)
- 各位の和が10になる49番目の数である。1つ前は541、次は604。
- 550 = 12 + 152 + 182 = 32 + 102 + 212 = 62 + 152 + 172 = 102 + 152 + 152
  - 3つの平方数の和4通りで表せる58番目の数である。1つ前は537、次は557。(オンライン整数列大辞典の数列 A025324)
  - 550 = 12 + 152 + 182 = 32 + 102 + 212 = 62 + 152 + 172
    - 異なる3つの平方数の和3通りで表せる55番目の数である。1つ前は536、次は578。(オンライン整数列大辞典の数列 A025341)
- 異なる4つの平方数の和18通りで表せる最小の数である。次は585。
  - 異なる4つの平方数の和 n 通りで表せる最小の数である。1つ前の17通りは414、次の19通りは450。(オンライン整数列大辞典の数列 A025417)
- 550 = 2 × 52 × 11
  - 3つの異なる素因数の積で p2 × q × r の形で表せる38番目の数である。1つ前は532、次は558。(オンライン整数列大辞典の数列 A085987)

## その他 550 に関連すること
- 西暦550年
- 紀元前550年
- 交響曲第40番 (モーツァルト)はケッヘル番号550である。
- フェラーリ・550マラネロは1996年に発売されたフェラーリの車種。
- 550=500+50 であり、異なる2枚の硬貨でつくれる金額の中では2番目に大きい。
- 1976年1月から1989年12月まで、軽自動車の排気量は550cc以下と定められていた。